# Яковлев, Егор Андреевич
Егор Андреевич Яковлев (род. 15 июня 1996, Омск) — российский хоккеист, нападающий.

## Биография
Воспитанник омского «Авангарда», начинал играть в командах клуба «Ястребы» (2012/13 — 2013/14, МХЛ-Б), «Омские ястребы» (2013/14 — 2014/15, МХЛ). Сезон 2015/16 начал в команде КХЛ «Адмирал» Владивосток, за которую провёл 40 матчей, также сыграл 10 матчей за команду «Сокол» Красноярск в ВХЛ. В следующем сезоне сыграл 40 матчей за «Адмирал» и — за «Тайфун» в МХЛ. В конце сезона играл за «Сахалин», в составе которого стал вторым призёром Азиатской хоккейной лиги. 5 мая 2017 года был обменян на денежную компенсацию в «Динамо» Москва, к которым подписал однолетний двусторонний контракт. Провёл в КХЛ 23 матча и 26 декабря был обменян обратно. 1 сентября 2019 года подписал однолетнее соглашение с «Северсталью». В конце 2020 года расторг контракт и перешёл в клуб ВХЛ «Металлург» Новокузнецк. В сезонах 2021/22 — 2023/24 играл за АКМ, с сезона 2024/25 — игрок ХК «Норильск».
Второй призёр чемпионата ВХЛ и финалист Кубка Петрова (2024). Второй призёр Азиатской хоккейной лиги (2017). Обладатель Кубка мира среди клубных команд U20 (2013).